# Saint-Symphorien, Cher

Saint-Symphorien este o comună în departamentul Cher, Franța. În 1 ianuarie 2022 avea o populație de 133 de locuitori.